# Mitologia americana nativa

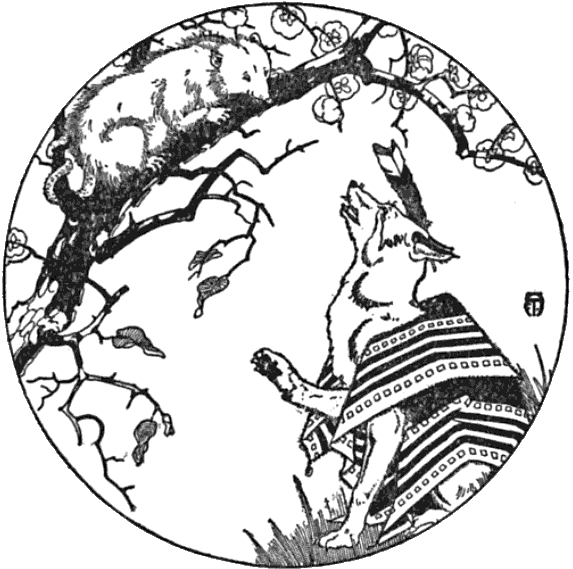
El coiot i l'opòssum apareixen a les històries d'un nombre de tribus.

La mitologia americana és el conjunt de llegendes que provenen de les creences i la religió d'aquest continent.
Els sistemes de creences americanes natives inclouen moltes narracions sagrades. Tals històries espirituals es basen profundament en la naturalesa i són riques amb el simbolisme de les estacions, el temps, les plantes, els animals, la terra, l'aigua, el cel i el foc. El principi d'un tot rebut, el Gran Esperit universal i omniscient, una connexió a la Terra, diverses creacions narratives i memòries col·lectives d'avantpassats antics són comuns. Les pràctiques de culte tradicionals són sovint una part de recol·leccions tribals amb dansa, ritme, cançons i trànsit. Les pràctiques actuals varien.